# 張樹楨
張樹楨（？年—1937年8月），字啟大，又名樹一、峙軒。河北省河間縣人。他為抗日戰爭期間陣亡的中國軍方高級將領之一。

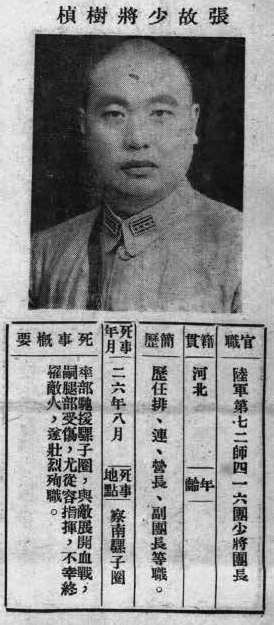
《抗戰軍人忠烈錄》（第一輯）中的張樹楨烈士遺像

## 生平[1]
陸軍第七十二師第四一六團少將團長。「七七」事變後，率部於懷來縣騾子圈一線，阻擊日軍。同年8月22日，騾子圈陣地失守，壯烈犧牲。追贈陸軍少將。